# Colwyn Bay

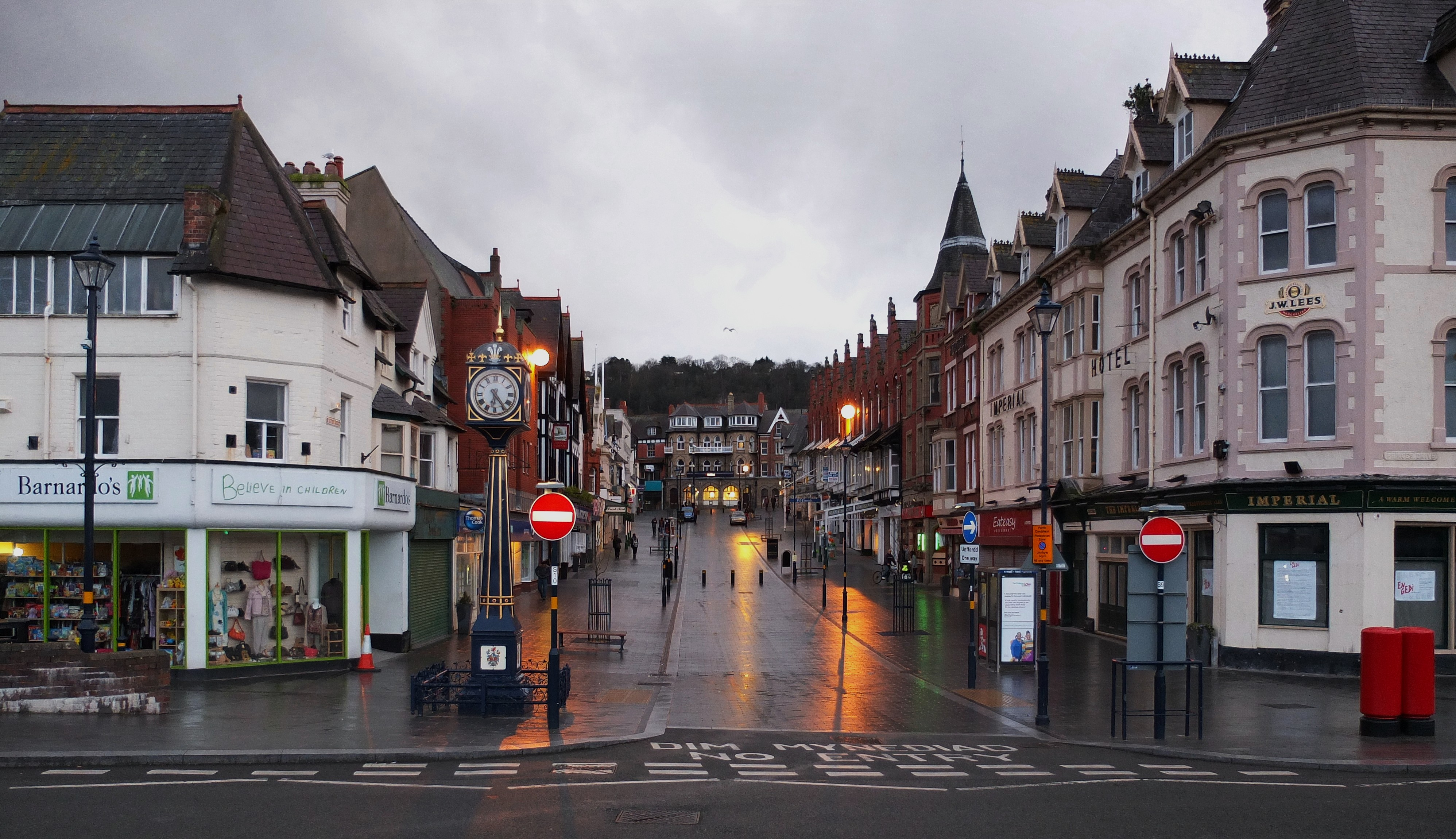
Station Road in der Dämmerung

Colwyn Bay (walisisch: Bae Colwyn) ist eine Stadt sowie ein Seebad im nördlichen Wales in Großbritannien. Es ist heute einer der größten Orte an der walisischen Nordküste.

## Lage
Die Stadt liegt unmittelbar an der Küste der Irischen See. Im Westen grenzen die Orte Conwy und Llandudno an Colwyn Bay, im Osten schließen sich mit Abergele und Kinmel Bay weitere Seebäder an.

## Geschichte
Colwyn Bay hat seinen Namen nach einem örtlichen Adelsgeschlecht. Als Ort selber entstand er erst im Zuge der Entwicklung des Seebädertourismus als Konkurrenz zu Llandudno. Mit der Zeit verschmolzen die älteren Orte, Llysfaen, Mochdre, Old Colwyn und Rhos-on-Sea zu einem gemeinsamen Siedlungsgebiet. Dabei änderte sich die Verwaltungsgliederung in diesem Gebiet immer wieder. Im weiteren Einzugsgebiet leben fast 30.000 Personen, die häufig als „die Einwohnerschaft von Colwyn Bay“ zusammengefasst werden,.

## Bauwerke
Die Stadt verfügt noch über vereinzelte Häuser aus viktorianischer Zeit. Das bekannteste Bauwerk war seit dem Ende des 19. Jahrhunderts der Victoria Pier, eine Seebrücke, die sich 227 Meter ins Meer erstreckte. Ab den 1950er-Jahren verfiel das historische Gebäude, verschiedene Versuche der Restaurierung und erneuten Nutzung scheiterten. Im Herbst 2017 stürzte der seewärtige Rest der Brücke bei einem Sturm teilweise ein. Im Mai 2018 wurde der Brücke abgerissen. Neben der Strandpromenade ist der Welsh Mountain Zoo eine beliebte Freizeitattraktion. Der große Eirias Park im Westen des Ortes dient der Naherholung der Einwohner aber auch touristischen Zwecken.

## Wirtschaft und Bevölkerung
Der überwiegende Teil aller Arbeitnehmer arbeitet in der Dienstleistungs- oder Tourismusbranche, die Arbeitslosenquote beträgt knapp über 5 %.
Das Durchschnittsalter der Bevölkerung liegt bei 42 Jahren, ethnische Minderheiten gibt es im Ort kaum.

## Infrastruktur
Die großen Verkehrsverbindungen laufen parallel zur Küste von Ost nach West durch den Ort. Colwyn Bay ist über die North Wales Coast Line an das Eisenbahnnetz angebunden, die Strecke führt nach Westen bis Holyhead und nach Osten über Chester weiter in die Midlands. Die Fernstraße A55 und die regionale Hauptstrecke A547 führen durch den Ort.

## Kulturelles Leben
Colwyn Bay war vier Mal (1910, 1941, 1947, 1995) Gastgeber der Eisteddfod, eines der wichtigsten Feste der Literatur, der Musik und des Gesangs in Wales. Es gibt seit 1885 ein aktives Theater im Ort. Im Laufe des Kalenderjahres haben sich verschiedene Termine für Festivals und Konzerte etabliert.

## Söhne und Töchter der Stadt
- Cyril Sidlow (1915–2005), Fußballtorwart
- Terry Jones (1942–2020), Komödiant, Regisseur und Schriftsteller (Monty Python)
- Mike Walker (* 1945), Fußballspieler und Trainer
- Timothy Dalton (* 1946), Schauspieler (James Bond)
- Richard Ellis (* 1950), Astronom
- Paula Yates (1959–2000), Fernsehmoderatorin und Lebensgefährtin von Bob Geldof sowie Michael Hutchence
- The Vivienne (1992–2025), Dragqueen

## Fotos

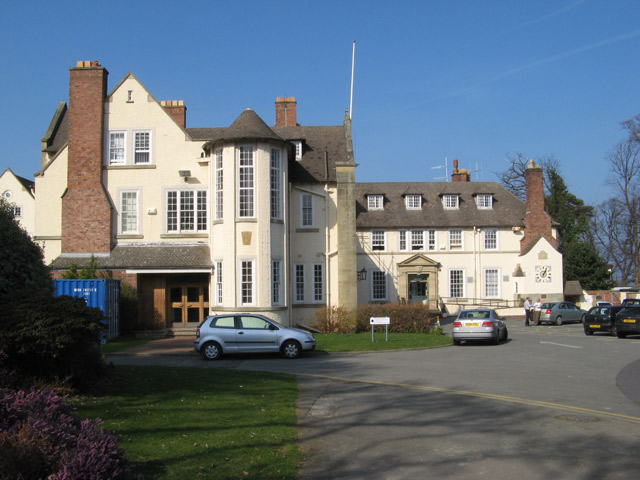
Das Gebäude der Stadtverwaltung
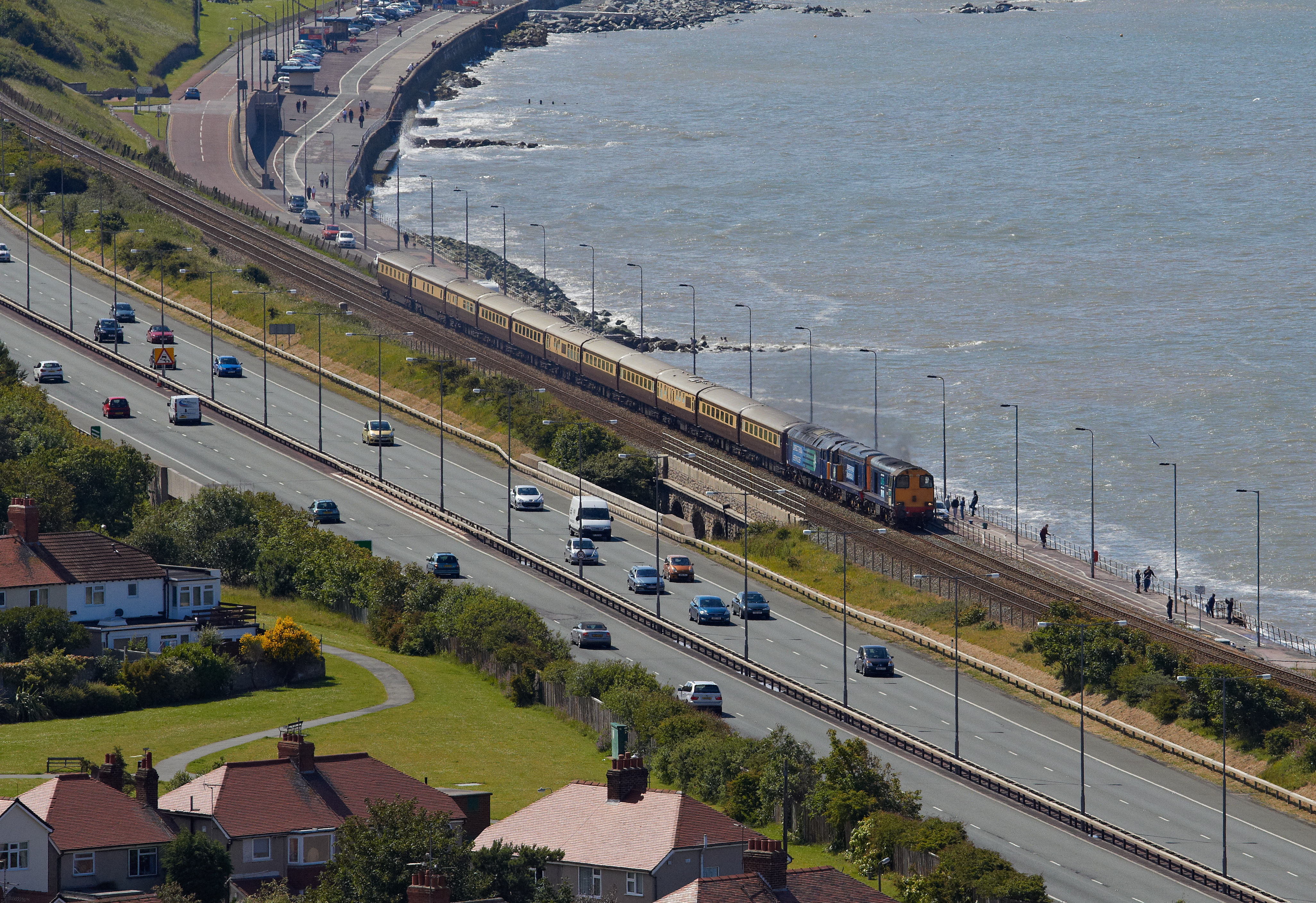
Straßen und Bahnlinien unmittelbar an der Küste
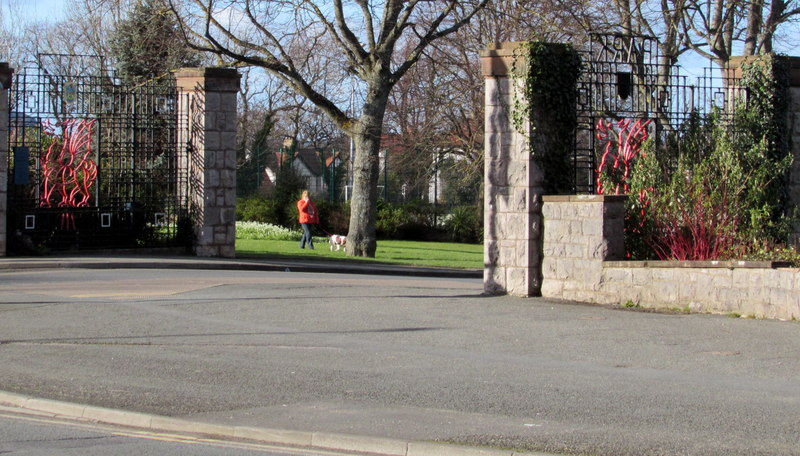
Eingang zum Eirias Park
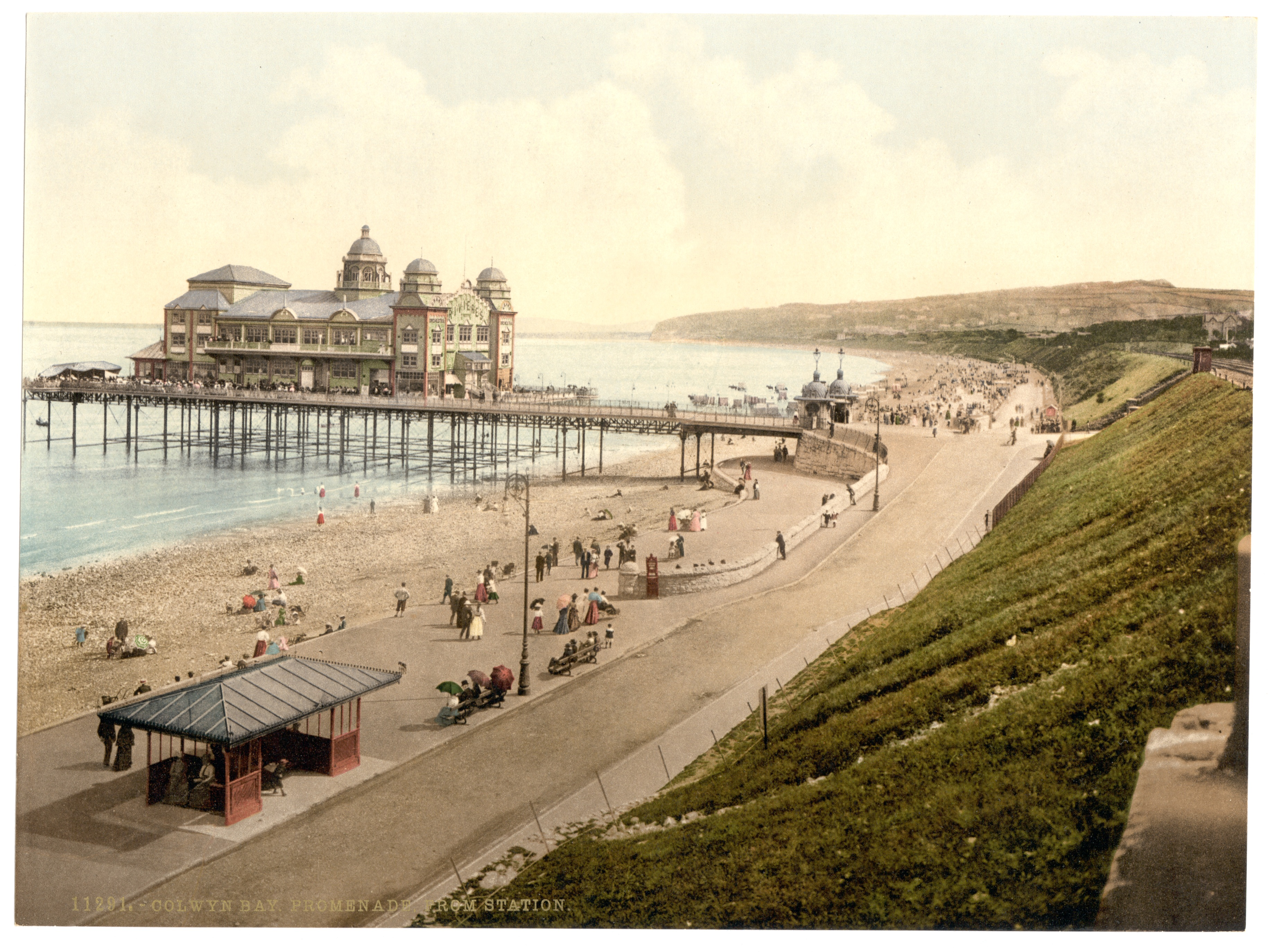
Victoria Pier am Ende des 19. Jahrhunderts
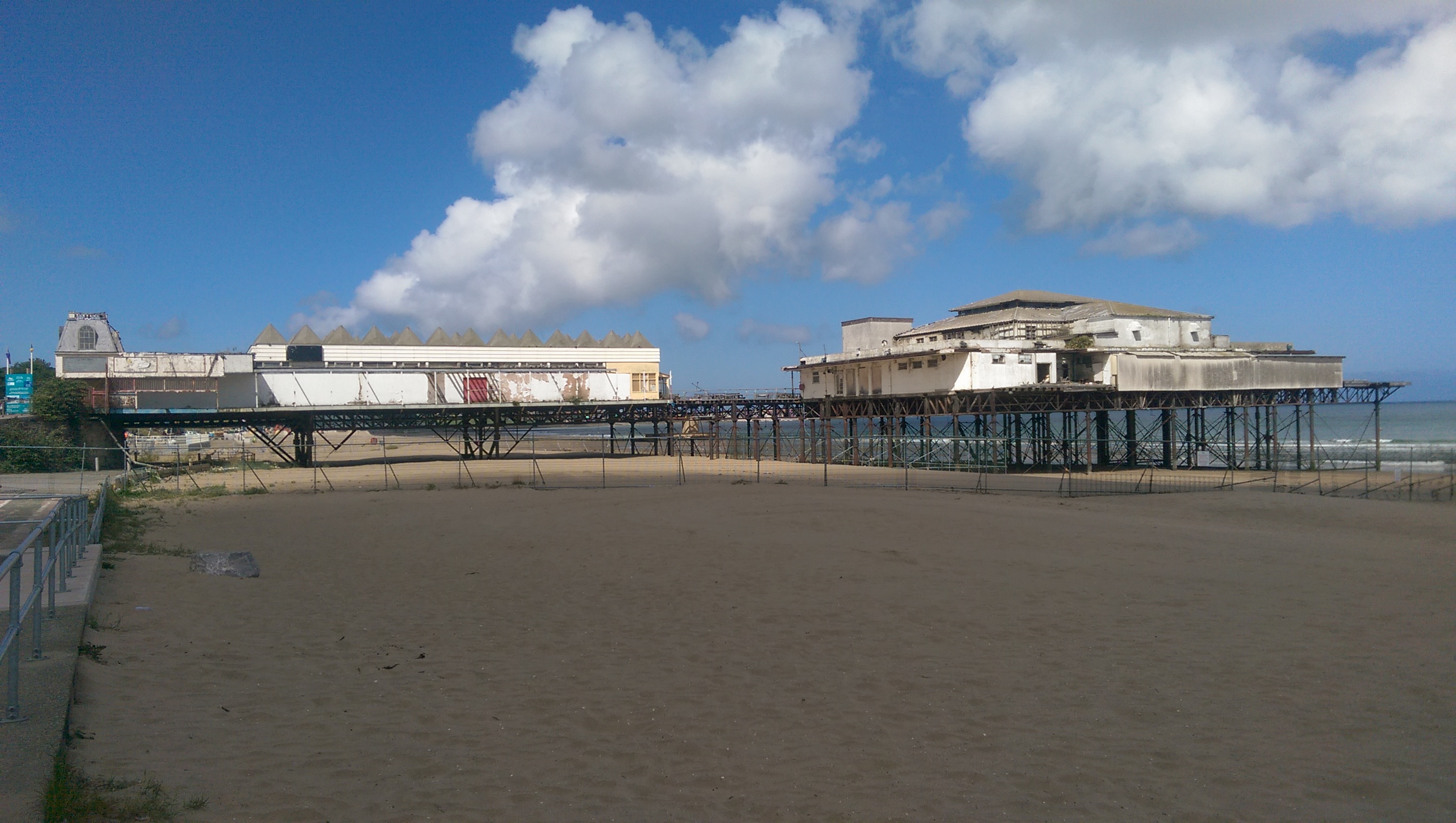
Victoria Pier im Jahr 2017